# Dan Moldea
Dan E. Moldea, né le 27 février 1950 à Akron, dans l'Ohio est un essayiste politique et journaliste d'investigation américain qui dénonce le crime organisé, les liens entre la mafia et diverses institutions et la corruption politique.

## Biographie
Il obtient en juin 1973 un bachelor of arts (BA) d'anglais et d'histoire de l'université d'Akron où il est président de l'organisation locale des étudiants. Il fait son travail de troisième cycle à l'université d'État de Kent où il donne un cours, « Racisme et pauvreté », au Honours and Experimental College.
Il se fait connaître en 1978 par la publication de sa première enquête intitulée The Hoffa Wars (Les Guerres de Hoffa) un livre sur la vie et la disparition mystérieuse, en 1975, de Jimmy Hoffa, le président du syndicat des camionneurs américains, les Teamsters,,,.
Il est aussi l'auteur de livres sur le meurtre commandité d'un homme d'affaires de l'Ohio, la pénétration de la mafia à Hollywood et ses liens avec Ronald Reagan, son influence sur les professionnels du football américain, ainsi que des travaux sur l'assassinat du sénateur Robert Kennedy, l'affaire du meurtre d'OJ Simpson, le suicide du conseiller adjoint de la Maison-Blanche Vincent Foster et le scandale lié à l'affaire d'écoutes téléphoniques par Anthony Pellicano. Moldea a également publié un livre de souvenirs sur sa carrière de reporter criminaliste.
Dans l'affaire Moldea v New York Times, Moldea intente un procès au New York Times, à propos d'un article jugé diffamatoire paru dans ce journal et intitulé Interference: How Organized Crime Influences Professional Football (Comment le crime organisé influence le football américain professionnel). En 1994, après que le tribunal de première instance eut rejeté l'affaire, la Cour d'appel des États-Unis pour le circuit DC la rétablit dans un jugement connu sous le nom de Moldea I, lui-même suivi par Moldea II, ce qui constitue un fait sans précédent dans la jurisprudence américaine, la même cour d'appel qui avait obtenu la victoire momentanée de Moldea, se contredisant brusquement et statuant en faveur Times. Moldea II est validé par la Cour suprême des États-Unis.
Depuis 1998, Moldea a une activité d'enquêteur privé et travaille également comme consultant indépendant, participant à ce qu'il décrit lui-même comme « un large éventail d'affaires époustouflantes et stupéfiantes » (« a wide variety of breathtaking and mind-blowing capers »).
Moldea a donné des conférences sur La mafia en Amérique dans des collèges et universités à travers le pays et apparaît dans de nombreuses émissions de radio et de télévision nationales et locales. Il figure également dans le documentaire de 2004 The Hunting of the President (en) consacré à la campagne médiatique ayant visé à la destitution de Bill Clinton.

## Travaux
Les premiers chapitres des livres de Dan Moldea sont disponibles sur son site Internet.
- The Hoffa Wars: Teamsters, Rebels, Politicians, and the Mob - 1978
- The Hunting of Cain: A True Story of Money, Greed, and Fratricide - 1983
- Dark Victory: Ronald Reagan, MCA, and the Mob - 1986
- Interference: How Organized Crime Influences Professional Football - 1989
- The Killing of Robert F. Kennedy: An Investigation of Motive, Means, and Opportunity - 1995
- Evidence Dismissed: The Inside Story of the Police Investigation of O.J. Simpson (with Tom Lange and Philip Vannatter) - 1997
- A Washington Tragedy: How the Suicide of Vincent Foster Ignited a Political Firestorm  - 1998
- Confessions of a Guerrilla Writer: Adventures in the Jungles of Crime, Politics, and Journalism - 2013
- Hollywood Confidential: A True Story of Wiretapping, Friendship, and Betrayal - 2018

## Citations
| - « I have never misquoted a source » - « I have never taken an off-the-record interview and put it on the record » - « Despite the controversial nature of all my investigations, I have never been sued for any reason as a result of the materials published in any of my books » | - « Je n'ai jamais déformé une source en la citant » - « Je n'ai jamais rendu publiques les parties confidentielles des interviews » - « Bien que toutes mes enquêtes portent sur des sujets sensibles, je n'ai jamais fait l'objet de poursuites pour un motif quelconque à cause des documents publiés dans aucun de mes livres » |